# Coelogyne lentiginosa
Coelogyne lentiginosa é uma espécie de orquídea (Orchidaceae) do Sudeste Asiático.